# Финансовая устойчивость
Финансовая устойчивость — состояние счетов предприятия, гарантирующее его постоянную платежеспособность.
Знание предельных границ изменения источников средств для покрытия вложений капитала в основные фонды или производственные запасы позволяет генерировать такие направления хозяйственных операций, которые ведут к улучшению финансового состояния предприятия, к повышению его устойчивости.
Коэффициенты финансовой устойчивости предприятия наглядно демонстрируют состояние предприятия в финансовом плане. 

## Коэффициент независимости (автономии)
Коэффициент финансовой независимости — финансовый коэффициент, равный отношению собственного капитала и резервов к сумме активов предприятия. Данными для его расчета служит бухгалтерский баланс организации.
Коэффициент финансовой независимости показывает долю активов организации, которые покрываются за счет собственного капитала (обеспечиваются собственными источниками формирования). Оставшаяся доля активов покрывается за счет заемных средств.
Инвесторы и банки, выдающие кредиты, обращают внимание на значение этого коэффициента. Чем выше значение коэффициента, тем с большей вероятностью организация может погасить долги за счет собственных средств. Чем больше показатель, тем независимее предприятие.

## Коэффициент финансовой зависимости
Коэффициент финансовой зависимости — показатель, который является обратным к коэффициенту финансовой независимости, он определяется отношением общей величины финансовых ресурсов к сумме источников собственных средств.
Коэффициент финансовой зависимости — показывает, в какой степени организация зависит от внешних источников финансирования, сколько заемных средств привлекла организация на 1 руб. собственного капитала. Он показывает также меру способности организации, ликвидировав свои активы, полностью погасить кредиторскую задолженность.

## Ликвидность и платежеспособность
Ликвидность и платежеспособность относятся к критериям финансовой устойчивости. Для расчета этих показателей используют два основных метода:
1. Анализ ликвидности активов (имущества)
2. Анализ ликвидности баланса (группировка статей баланса по их ликвидности и анализ их взаимосвязи в Активе и Пассиве) (сравнительный) баланс, оценивают показатели деловой активности и др.

## Признаки банкротства
По российскому законодательству (п 2 ст.3, п. 2 ст. 6 127-ФЗ «о несостоятельности (банкротстве)») производство по делу о банкротстве предприятия/гражданина может быть возбуждено в случае, если:
- размер требований
  - к предприятию превышает 300 тысяч рублей
  - к физическим лицам превышает 500 тысяч рублей
- срок неисполнения обязательств превысил 3 месяца;

Ранее для объявления банкротства было достаточно неудовлетворительной структуры баланса (сейчас это норма отменена):

## Коэффициенты, характеризующие платежеспособность должника
- Коэффициент абсолютной ликвидности показывает, какая часть краткосрочных обязательств может быть погашена немедленно, и рассчитывается как отношение наиболее ликвидных оборотных активов к текущим обязательствам должника.
- Коэффициент текущей ликвидности характеризует обеспеченность организации оборотными средствами для ведения хозяйственной деятельности и своевременного погашения обязательств и определяется как отношение ликвидных активов к текущим обязательствам должника.
- Показатель обеспеченности обязательств должника его активами характеризует величину активов должника, приходящихся на единицу долга, и определяется как отношение суммы ликвидных и скорректированных внеоборотных активов к обязательствам должника.
- Степень платежеспособности по текущим обязательствам определяет текущую платежеспособность организации, объёмы её краткосрочных заемных средств и период возможного погашения организацией текущей задолженности перед кредиторами за счет выручки. Степень платежеспособности определяется как отношение текущих обязательств должника к величине среднемесячной выручки. Коэффициенты, характеризующие финансовую устойчивость должника.
- Коэффициент автономии (финансовой независимости) показывает долю активов должника, которые обеспечиваются собственными средствами, и определяется как отношение собственных средств к совокупным активам.
- Коэффициент обеспеченности собственными оборотными средствами (доля собственных оборотных средств в оборотных активах). Коэффициент обеспеченности собственными оборотными средствами определяет степень обеспеченности организации собственными оборотными средствами, необходимыми для её финансовой устойчивости, и рассчитывается как отношение разницы собственных средств и скорректированных внеоборотных активов к величине оборотных активов.
- Доля просроченной кредиторской задолженности в пассивах характеризует наличие просроченной кредиторской задолженности и её удельный вес в совокупных пассивах организации и определяется в процентах как отношение просроченной кредиторской задолженности к совокупным пассивам.
- Показатель отношения дебиторской задолженности к совокупным активам. Показатель отношения дебиторской задолженности к совокупным активам определяется как отношение суммы долгосрочной дебиторской задолженности, краткосрочной дебиторской задолженности и потенциальных оборотных активов, подлежащих возврату, к совокупным активам организации.

Коэффициенты, характеризующие деловую активность должника:
- Рентабельность активов характеризует степень эффективности использования имущества организации, профессиональную квалификацию менеджмента предприятия и определяется в процентах как отношение чистой прибыли (убытка) к совокупным активам организации.
- Норма чистой прибыли. Норма чистой прибыли характеризует уровень доходности хозяйственной деятельности организации. Норма чистой прибыли измеряется в процентах и определяется как отношение чистой прибыли к выручке (нетто).